# Hottingerina
Hottingerina es un género de foraminífero bentónico de la familia Meandropsinidae, de la superfamilia Soritoidea, del suborden Miliolina y del orden Miliolida. Su especie tipo es Hottingerina lukasi. Su rango cronoestratigráfico abarca el Selandiense (Paleoceno medio).

## Clasificación
Hottingerina incluye a las siguientes especies:
- Hottingerina anatolica †
- Hottingerina lukasi †